# The Fight
The Fight är det tredje och sista studioalbumet av den svenska rockgruppen Lambretta, utgivet den 29 december 2004 på Universal Music Group. Efter det internationella genombrottet med det föregående albumet Lambretta nådde inte The Fight upp till samma kommersiella nivå och listnoterades endast i Sverige som plats 34. Det blev gruppens sista album innan de upplöstes under 2005.
Singlarna var "Kill Me", "Chemical" och "Anything". De två förstnämnda nådde plats 44 respektive 29 på den svenska singellistan.

## Låtlista
| Nr  | Titel               | Kompositör                                           | Producent(er)                        | Längd |
| --- | ------------------- | ---------------------------------------------------- | ------------------------------------ | ----- |
| 1.  | The Fight           | Lambretta, Henrik Edenhed, Rohan Heath, David Munday | Lambretta, Andy Scarth               | 3:54  |
| 2.  | Chemical            | Lambretta, Brady Blade, Grizzly, Mack, Tysper        | Mikael Nord Andersson, Martin Hansen | 3:21  |
| 3.  | Anything            | Per Aldeheim, Max Martin                             | Aldeheim                             | 4:00  |
| 4.  | Invisible           | Aldeheim, Martin                                     | Aldeheim                             | 3:30  |
| 5.  | Kill Me             | Lambretta, Malcolm Pardon, Fredrik Rinman            | DeadMono                             | 3:28  |
| 6.  | Strip               | Lambretta, Michael Ellgren, Sebastian Forsgren       | Lambretta, Scarth                    | 3:12  |
| 7.  | Forgotten           | Lambretta, Mikael Lundh, Quint Starkie               | Lambretta, Scarth                    | 3:25  |
| 8.  | Uniform             | Blade, John Carlberg, Starkie                        | Lambretta, Scarth                    | 3:03  |
| 9.  | Pathetic            | Lambretta, Aldeheim, Martin                          | Aldeheim                             | 3:19  |
| 10. | Get It Right        | Lambretta                                            | Lambretta, Scarth                    | 2:34  |
| 11. | Catch Me If You Can | Lambretta, Pardon, Rinman                            | DeadMono                             | 3:28  |
| 12. | Add 9               | Lambretta                                            | Lambretta, Scarth                    | 3:40  |

## Banduppsättning
- Klas Edmundsson – gitarr
- Anders Eliasson – gitarr, keyboard
- Petter Lantz – bas
- Marcus Nowak – trummor
- Linda Sundblad – sång

## Listplaceringar
| Lista (2005)                | Högsta placering |
| --------------------------- | ---------------- |
| Sverige (Sverigetopplistan) | 34               |